# Rhamnus ludovici-salvatoris
Rhamnus ludovici-salvatoris är en brakvedsväxtart som beskrevs av Robert Hippolyte Chodat. Rhamnus ludovici-salvatoris ingår i släktet getaplar, och familjen brakvedsväxter. Inga underarter finns listade i Catalogue of Life.

## Bildgalleri

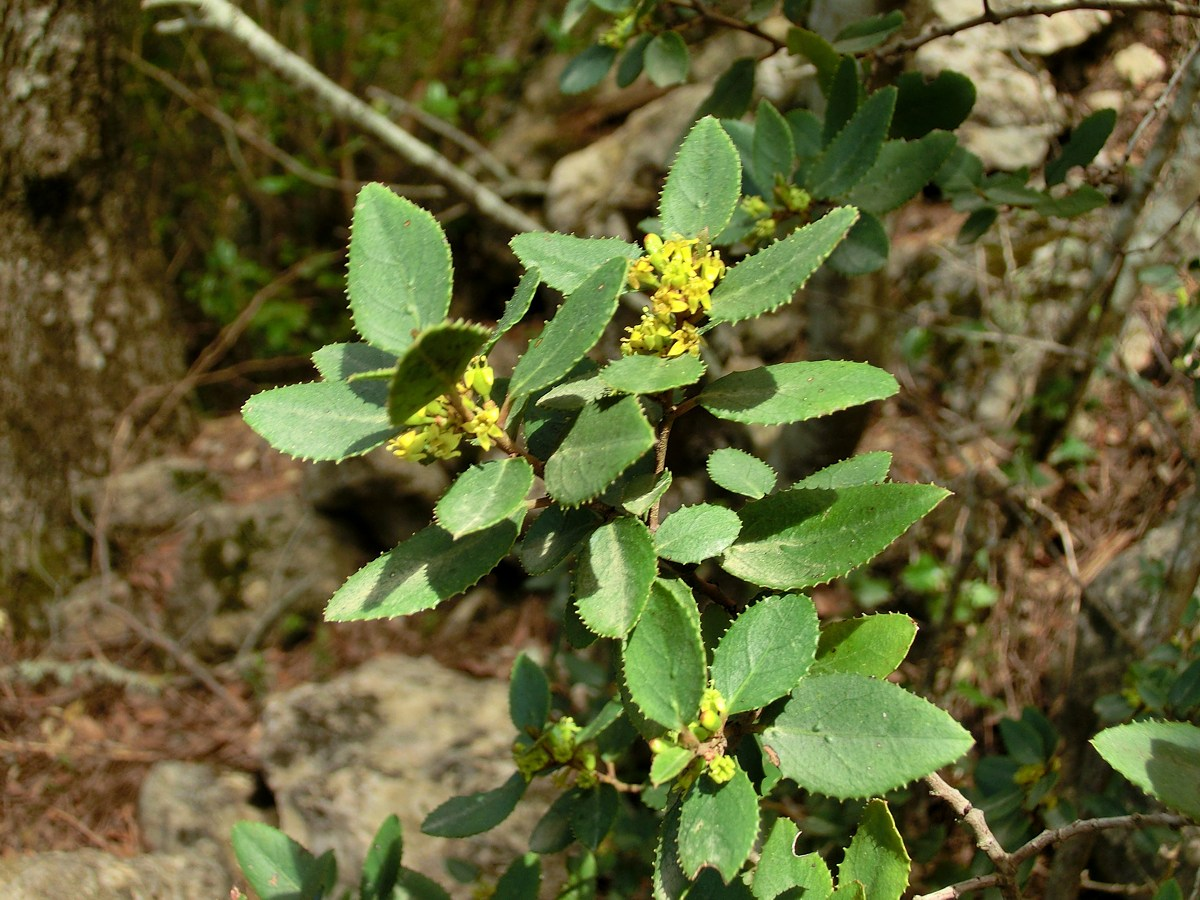
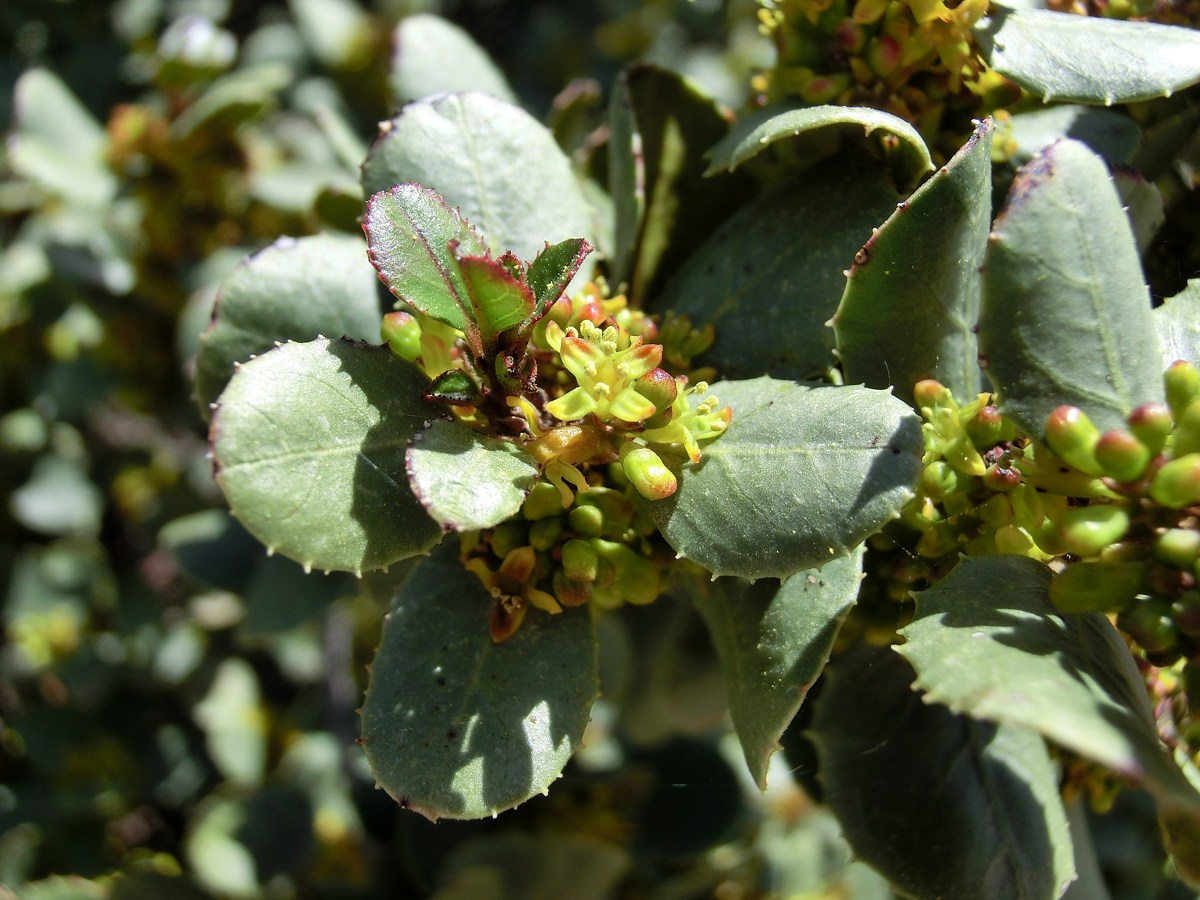